# Гуаяберо
Річка Гуаяберо — річка Колумбії, належить до басейну р. Оріноко. Правою притокою Гуаяберо є Каньйо-Кристалес.